# كورنيليس فيربيك

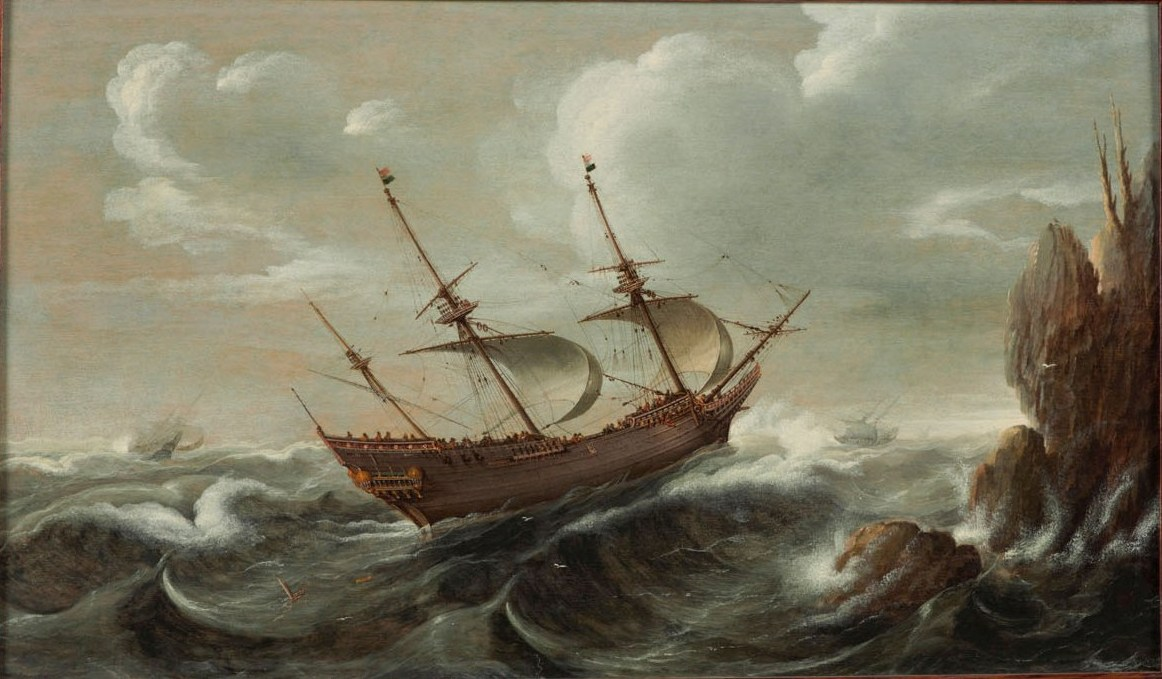
سفينة في بحار عاصفة، 1625، من مجموعة متحف البحرية الهولندي

كورنيليس فيربيك (1585/1591 - توفي بعد عام 1637)، والمعروف أيضًا باسم كورنيليس فيربيك، كان رسامًا هولنديًا من العصر الذهبي الهولندي من مدينة هارلم.

## سيرة شخصية
ذكر لأول مرة مع هانز خودريس في كتاب Harlemias لمؤلفه ثيودوروس شرفيليوس من ضمن من أختاروا الرسم البحري. تتمركز رسومات فيربيك في المقام الأول حول البحر ومناظره المختلفة. تأثر بشكل مباشر بالرسام هندريك كورنليز فروم. توفي فيربيك عام 1637. بعض أعماله معروضة في المعرض الوطني للفنون. وجدير بالذكر أنه يجب التفرقة بينه وبين والد رسام المناظر البحرية «بيتر كورنيليس. فيربيك» (Pieter Cornelisz. Verbeeck).
وحسب معهد هولندا لتاريخ الفن، كان على صلة بـ Johannes van der Beeck وكان معروفًا بلقب الحداد (بالهولندية: Smit)‏ بسبب عصبيته وتصرفاته المشابهة للحدادين وقت الشجار والعراك. تزوج في الكنيسة المصلحة الهولندية عام 1609 من آنا بيترسدر (Anna Pietersdr) ولهما 4 أطفال، 3 بنات وولد. على الرغم من ابنه كان مسجلا كرسام، إلا أنه لم يصلنا شيء من أعماله.